# Ортлиб фон Фробург
Ортлиб фон Фробург (на немски: Ortlieb von Frohburg; * пр. 1136; † 18 август 1164 в Италия) от рода на графовете на Фробург, е епископ на Базел (в днешна Швейцария) от 1137 г. до след 15 март 1164 г., когато вероятно се отказва от службата си.

## Произход
Той е вероятен син на Лудвиг I фон Фробург († ок. 1114), граф на Фробург, споменаван от 1098 до 1114 г., и първи братовчед на Лудвиг II фон Фробург († сл. 1179), негов наследник като епископ на Базел (1164 – 1179).

## Религиозна дейност
Около 1136 г. Ортлиб фон Фробург е викарий (Domherr) на Катедралния капитул на Базел.
На 18 март 1139 г. е споменат като епископ на Базел. Същата година участва във Втория Латерански църковен събор и в Имперското събрание (на немски: Reichstag) в Страсбург.
Участва активно в имперската политика и често пребивава в двора на Конрад III, като го придружава във Втория кръстоносен поход (1147 – 1149) и е негов легат (щатхаутер) в Италия (1150/1151). Той е легат и на Фридрих I Барбароса (1154/1155), когото придружава за коронясването му за император, а от 1160 до 1162 г. е част от императорското обкръжение по време на експедицията в Италия.
Като епископ на Базел Ортлиб съдейства за основаването на манастирите Лютцел (Kloster Lützel, Abbaye de Lucelle), Белле (Kloster Bellelay), Шьонтал (Kloster Schönthal) и Фелдбах (Kloster Feldbach), на които прави дарения.
Вероятно се отказва от длъжността си след 15 март 1164 г.
Умира на 18 август 1164 г. в Италия и е погребан в Kатедралата на Базел (Münster von Basel). Като епископ на Базел го наследява родината му Лудвиг II фон Фробург.